# Праздники Великобритании
В Соединённом Королевстве Великобритании и Северной Ирландии государственные праздники — это дни, когда большинство предприятий и второстепенных служб закрыты, хотя все большее число розничных предприятий (особенно крупных) открываются в некоторые из государственных праздников. Существуют ограничения на торговлю в воскресенье и Рождество в Англии и Уэльсе и на Новый год и Рождество в Шотландии. Юридически определенные праздники, аналогичные «государственным праздникам» во многих других странах, обычно называются «банковскими праздниками» в Соединенном Королевстве, но также могут называться «государственными праздниками», однако, строго говоря, «государственные праздники» относятся к «праздникам общего права», соблюдение которых вытекает из обычаев и практики (см. «терминологию» ниже).

## Региональные различия
- В Великобритании Новый год и Рождество являются национальными праздниками, другие банковские праздники не обязательно являются государственными праздниками. Шотландцы при этом соблюдают традиционные местные традиции и опыт своих государственных праздников
- В Северной Ирландии, праздничные дни, отличные от Нового года и Рождества, так же не обязательно являются государственными праздниками
- Страстная пятница и Рождество — праздники общего права, за исключением Шотландии, где они являются государственными праздниками[1][2][3]
- В Шотландии праздник 1 января (или 2 января, если 1 января — воскресенье) установлен законом. Если Новый год — суббота, то 4 января по королевскому указу назначается выходным днём. 2 января дается Королевским провозглашением, с заменой праздника на 4 января, если это суббота и 3 января, если это воскресенье или понедельник. За пределами Шотландии 1 января дается королевской прокламацией, или 3 января, если это суббота и 2 января, если это воскресенье
- В Шотландии Рождество 25 декабря является официальным праздником (или 26 декабря, если Рождество выпадает на воскресенье). 26 декабря дается Королевским провозглашением, если это не суббота, воскресенье или понедельник. 27 и 28 декабря даются Королевским провозглашением, если Рождество — суббота. 28 декабря дается только если День подарков суббота
- За пределами Шотландии, если Рождество является воскресеньем, существует дополнительный официальный праздник 27 декабря. По Королевской прокламации, если Рождество является субботой, есть заменяющий праздник 28 декабря. Если боксерский день-воскресенье, то 27 декабря снова устанавливается официальный праздник, а если День подарков — суббота, то 28 декабря королевским указом устанавливается другой праздник. Фактически, если праздник выпадает на выходные, вместо него дается день замены.

## Предложения об изменениях
В Соединенном Королевстве нет национального праздника, отмечаемого в день его официального основания.
В целом все чаще звучат призывы к дополнительным государственным праздникам в дни святых покровителей в Англии (на День Святого Георгия) и в Уэльсе (на День Святого Давида). Это будет равнозначно Северной Ирландии, в которой День Святого Патрика является праздничным выходным днём. Онлайн-петиция к премьер-министру Уэльса получила 11 000 подписей.
Шотландский парламент принял закон о создании специального государственного праздника в День Святого Андрея, но, в отличие от других государственных праздников, он должен быть принят работниками вместо другого государственного праздника.